# Portugália az 1972. évi nyári olimpiai játékokon
Portugália az NSZK-beli Münchenben megrendezett 1972. évi nyári olimpiai játékok egyik részt vevő nemzete volt. Az országot az olimpián 8 sportágban 29 sportoló képviselte, akik érmet nem szereztek.

## Atlétika
Férfi
| Versenyző                                                  | Versenyszám     | Előfutam | Előfutam | Előfutam | Negyeddöntő | Negyeddöntő | Negyeddöntő | Elődöntő | Elődöntő | Elődöntő | Döntő   | Döntő    |
| Versenyző                                                  | Versenyszám     | Idő      | Hely.    | Össz.    | Idő         | Hely.       | Össz.       | Idő      | Hely.    | Össz.    | Idő     | Helyezés |
| ---------------------------------------------------------- | --------------- | -------- | -------- | -------- | ----------- | ----------- | ----------- | -------- | -------- | -------- | ------- | -------- |
| Fernando Silva                                             | 400 m           | 47,67    | 6.       | 43.      | kiesett     | kiesett     | kiesett     | kiesett  | kiesett  | kiesett  | kiesett | kiesett  |
| Fernando Mamede                                            | 800 m           | 1:48,6   | 4.       | 23.      |             |             |             | kiesett  | kiesett  | kiesett  | kiesett | kiesett  |
| Fernando Mamede                                            | 1500 m          | 3:45,1   | 6.       | 46.      |             |             |             | kiesett  | kiesett  | kiesett  | kiesett | kiesett  |
| Carlos Lopes                                               | 5000 m          | 14:29,6  | 9.       | 49.      |             |             |             |          |          |          | kiesett | kiesett  |
| Carlos Lopes                                               | 10 000 m        | 28:53,6  | 9.       | 29.      |             |             |             |          |          |          | kiesett | kiesett  |
| Alberto Matos                                              | 110 m gát       | 14,74    | 7.       | 33.      |             |             |             | kiesett  | kiesett  | kiesett  | kiesett | kiesett  |
| José Carvalho                                              | 400 m gát       | 52,64    | 6.       | 29.      |             |             |             | kiesett  | kiesett  | kiesett  | kiesett | kiesett  |
| Armando Aldegalega                                         | Maraton         |          |          |          |             |             |             |          |          |          | 2:28:24 | 41.      |
| Fernando Silva Alberto Matos José Carvalho Fernando Mamede | 4 × 400 m váltó | 3:10,00  | 7.       | 17.      |             |             |             |          |          |          | kiesett | kiesett  |

## Birkózás
Kötöttfogású
| Versenyző     | Versenyszám | 1. forduló                            | 2. forduló                          | 3. forduló                         | 4. forduló                  | 5. forduló        | 6. forduló        | 7. forduló        | Döntő             | Helyezés    |
| Versenyző     | Versenyszám | Ellenfél Eredmény                     | Ellenfél Eredmény                   | Ellenfél Eredmény                  | Ellenfél Eredmény           | Ellenfél Eredmény | Ellenfél Eredmény | Ellenfél Eredmény | Ellenfél Eredmény | Helyezés    |
| ------------- | ----------- | ------------------------------------- | ----------------------------------- | ---------------------------------- | --------------------------- | ----------------- | ----------------- | ----------------- | ----------------- | ----------- |
| Leonel Duarte | 52 kg       | Vaszíliosz Ganótisz (GRE) · kétvállas | Hirajama Kóicsiró (JPN) · kétvállas | kiesett                            | kiesett                     | kiesett           |                   |                   | kiesett           | helyezetlen |
| Luís Grilo    | 57 kg       | Eduardo Maggiolo (ARG) · 1-3          | Juan Velarde (PER) · kétvállas      | Hans-Jürgen Veil (FRG) · kétvállas | Varga János (HUN) · 3.5-0.5 | kiesett           | kiesett           | kiesett           | kiesett           | helyezetlen |

Szabadfogású
| Versenyző         | Versenyszám | 1. forduló                    | 2. forduló                           | 3. forduló        | 4. forduló        | 5. forduló        | 6. forduló        | Döntő             | Helyezés    |
| Versenyző         | Versenyszám | Ellenfél Eredmény             | Ellenfél Eredmény                    | Ellenfél Eredmény | Ellenfél Eredmény | Ellenfél Eredmény | Ellenfél Eredmény | Ellenfél Eredmény | Helyezés    |
| ----------------- | ----------- | ----------------------------- | ------------------------------------ | ----------------- | ----------------- | ----------------- | ----------------- | ----------------- | ----------- |
| Orlando Gonçalves | 62 kg       | Vehbi Akdağ (TUR) · kétvállas | Zdzisław Stolarski (POL) · kétvállas | kiesett           | kiesett           | kiesett           | kiesett           | kiesett           | helyezetlen |

## Cselgáncs
| Versenyző        | Versenyszám | Csoport | Selejtező         | 1. forduló                       | 2. forduló                    | 3. forduló        | 4. forduló        | Vigaszág 1. forduló | Vigaszág 2. forduló | Vigaszág 3. forduló | Elődöntő          | Döntő             | Helyezés |
| Versenyző        | Versenyszám | Csoport | Ellenfél Eredmény | Ellenfél Eredmény                | Ellenfél Eredmény             | Ellenfél Eredmény | Ellenfél Eredmény | Ellenfél Eredmény   | Ellenfél Eredmény   | Ellenfél Eredmény   | Ellenfél Eredmény | Ellenfél Eredmény | Helyezés |
| ---------------- | ----------- | ------- | ----------------- | -------------------------------- | ----------------------------- | ----------------- | ----------------- | ------------------- | ------------------- | ------------------- | ----------------- | ----------------- | -------- |
| António Roquete  | Váltósúly   | A       |                   | Damirangiin Baatarjav (MGL) · GY | Engelbert Dörbrandt (FRG) · V | kiesett           | kiesett           |                     |                     |                     |                   |                   | 12.      |
| Orlando Ferreira | Középsúly   | B       | erőnyerő          | Szekine Sinobu (JPN) · V         | kiesett                       | kiesett           | kiesett           |                     |                     |                     |                   |                   | 19.      |

## Evezés
| Versenyző                      | Versenyszám  | Előfutam | Előfutam | Vigaszág | Vigaszág | Elődöntő | Elődöntő | Döntő   | Döntő   | Döntő   | Helyezés    |
| Versenyző                      | Versenyszám  | Idő      | Hely.    | Idő      | Hely.    | Idő      | Hely.    | Típus   | Idő     | Hely.   | Helyezés    |
| ------------------------------ | ------------ | -------- | -------- | -------- | -------- | -------- | -------- | ------- | ------- | ------- | ----------- |
| José Marques                   | Egypárevezős | 8:39,73  | 6.       | 8:54,27  | 5.       | kiesett  | kiesett  | kiesett | kiesett | kiesett | helyezetlen |
| Carlos Oliveira Manuel Barroso | Kétpárevezős | 8:09,93  | 4.       | 7:44,25  | 4.       | kiesett  | kiesett  | kiesett | kiesett | kiesett | helyezetlen |

## Lovaglás
Díjugratás
| Versenyző                                           | Ló                                      | Versenyszám | 1. forduló | 1. forduló | 2. forduló | 2. forduló | Összesen | Összesen |
| Versenyző                                           | Ló                                      | Versenyszám | Pont       | Hely.      | Pont       | Hely.      | Pont     | Helyezés |
| --------------------------------------------------- | --------------------------------------- | ----------- | ---------- | ---------- | ---------- | ---------- | -------- | -------- |
| Francisco Caldeira                                  | Can-Can                                 | Egyéni      | 16,00      | 31.        | kiesett    | kiesett    | 16,00    | 31.      |
| Carlos Campos                                       | Ulla de Lancôme                         | Egyéni      | 4,00       | 4.         | 16,50      | 15.        | 20,50    | 13.      |
| Vasco Ramires, Sr.                                  | Sir du Brossais                         | Egyéni      | 20,00      | 37.        | kiesett    | kiesett    | 20,00    | 37.      |
| Francisco Caldeira Carlos Campos Vasco Ramires, Sr. | Flipper Ulla de Lancôme Sir du Brossais | Csapat      | 107,50     | 13.        | kiesett    | kiesett    | 107,50   | 13.      |

## Sportlövészet
Nyílt
| Versenyző                | Versenyszám           | Pont | Helyezés |
| ------------------------ | --------------------- | ---- | -------- |
| André Antunes            | Gyorstüzelő pisztoly  | 578  | 36.      |
| André Antunes            | Szabadpisztoly        | 510  | 55.      |
| César Batista            | Sportpuska, fekvő     | 578  | 90.      |
| César Batista            | Sportpuska, összetett | 1057 | 61.      |
| Mário Ribeiro            | Sportpuska, összetett | 1051 | 63.      |
| Mário Ribeiro            | Sportpuska, fekvő     | 575  | 92.      |
| Armando da Silva Marques | Trap                  | 187  | 19.      |
| José de Matos            | Skeet                 | 179  | 49.      |

## Súlyemelés
| Versenyző  | Versenyszám | Nyomás   | Nyomás   | Szakítás | Szakítás | Lökés    | Lökés    | Összesen | Helyezés |
| Versenyző  | Versenyszám | Eredmény | Helyezés | Eredmény | Helyezés | Eredmény | Helyezés | Összesen | Helyezés |
| ---------- | ----------- | -------- | -------- | -------- | -------- | -------- | -------- | -------- | -------- |
| Raúl Diniz | 56 kg       | 95,0     | 21.      | 77,5     | 21.      | 112,5    | 20.      | 285,0    | 21.      |

## Vitorlázás
Nyílt
| Versenyző                                  | Versenyszám | Futam | Futam | Futam | Futam  | Futam | Futam  | Futam  | Pontszám | Helyezés |
| Versenyző                                  | Versenyszám | 1     | 2     | 3     | 4      | 5     | 6      | 7      | Pontszám | Helyezés |
| ------------------------------------------ | ----------- | ----- | ----- | ----- | ------ | ----- | ------ | ------ | -------- | -------- |
| José Manuel Quina                          | Finn dingi  | 11,7  | 8,0   | 10,0  | 35,0   | 22,0  | (41,0) | 23,0   | 109,7    | 11.      |
| António Correia Henrique Anjos             | Csillaghajó | 16,0  | 8,0   | 11,7  | 17,0   | 5,7   | 10,0   | (23,0) | 68,4     | 6.       |
| Fernando Bello Francisco Quina Mário Quina | Sárkányhajó | 28,0  | 22,0  | 17,0  | (29,0) | 25,0  | 28,0   |        | 120,0    | 21.      |